# Chlum u Třeboně
Chlum u Třeboně è un comune mercato della Repubblica Ceca facente parte del distretto di Jindřichův Hradec, in Boemia Meridionale.